# One Williams Center
El One Williams Center (también conocido como BOK Tower) es un rascacielos estadounidense situado en Tulsa, Oklahoma. Fue construido en 1975 y diseñado por Minoru Yamasaki, el mismo que diseñó el World Trade Center de Nueva York. La torre fue construida para Williams Companies, cuyo máximo dirigente (John Williams) quiso en un principio construir dos pequeñas réplicas de las Torres Gemelas, ya que estas le impresionaron. Finalmente, se decidió construir una solamente.
A pesar de su altura, no es el edificio más alto de Oklahoma, ya que el Devon Energy Center de Oklahoma City tiene 259 metros de altura.